# Onderdijkse Waard
De Onderdijkse Waard is een uiterwaard van de IJssel gelegen op de linkeroever ten zuiden van Kampen. Het gebied is als  natuurgebied in beheer bij Staatsbosbeheer.
Tot 2016 bestond de uiterwaard voor het grootste deel uit een tweetal diepe plassen waar in het verleden zand uit is gewonnen. In het kader van het project Ruimte voor de Rivier zijn de plassen omgevormd tot een tweetal geulen. De ene geul betreft een vaargeul die via de Scheresluis de IJssel verbindt met het Reevediep. De andere geul betreft een nevengeul die geschikt is voor allerlei typische flora en fauna van de rivier.
Het zuidelijk deel van de Onderdijkse waard functioneert bij hoogwater op de IJssel als inlaatgebied voor het Reevediep. Het water kan dan via de inlaat de Lange Juffer het Reevediep instromen.

## Onderdijkse polder
De naam Onderdijks slaat op de dijk naar de vroegere buurtschap Onden of Oenen en dus niet op onder aan de dijk.
De Onderdijkse waard maakte in het verleden onderdeel uit van n groter gebied de Onderdijkse polder. Dit is goed te zien op de kaart van de voormalige gemeente Wilsum. De polder was toen verdeeld tussen de Gemeente Kampen en de toenmalige Gemeente Wilsum.
De woonwijk het Onderdijks op Kampen, is in de polder gebouwd. In westelijke richting loopt de polder door tot aan de Reevediepbrug, na deze brug gaat het natuurgebied over in De Enk. De Enk is net als de Onderdijkse waard onderdeel geworden van het Reevediep.

## Geschiedenis
Nabij de inlaat de Lange juffer, ligt een voormalige Kloosterhoeve van het Klooster Sonnenberg (Oosterholt) dat deel uit maakte van de Karthuizerorde. Dit erf  was genaamd " Erve Scholpenoirt " en stamt uit de 15e eeuw. Na de reformatie heet deze boerderij Grote Oever en is het in privé bezit..
Tussen Wilsum en Kamperveen voer tussen 1685 en 1971 een voetveer genaamd het Wilsummerveer.

## Natuur
De onderdijkse waard is rijk aan bijzondere diersoorten zoals Reeen. en De Waard en haar nabije omgeving wordt beheerd door Staatsbosbeheer.   Via de Gelderse IJssel is dit gebied verbonden met Natuurgebied Scherenwelle, het Reevediep en de Koppelerwaard. In de Onderdijkse Waard is ook een Vispassage gegraven 

## Afbeeldingen

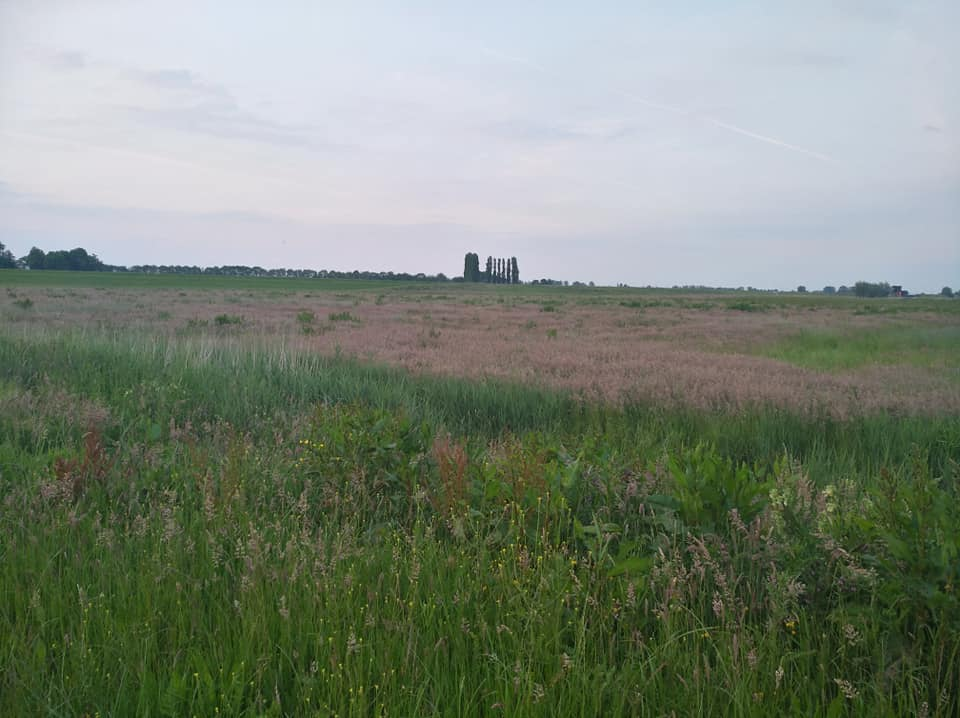
Doorkijkje naar de karakteristieke populieren in de Onderdijkse Polder op Kampen
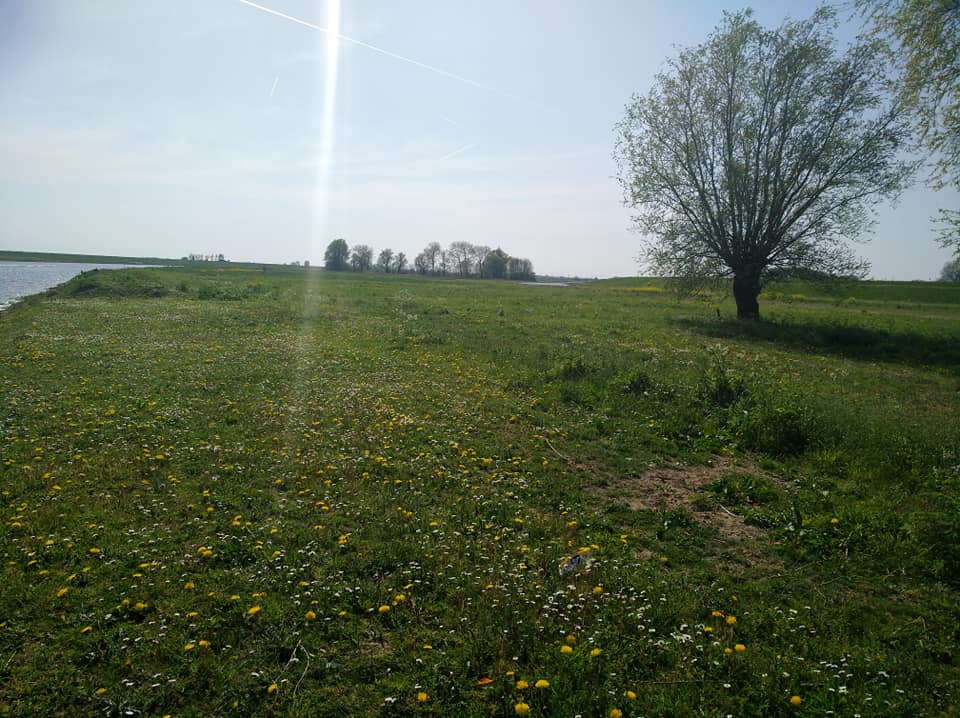
Onderdijkse Polder aan oever Reevediep met doorkijkje naar de Koerskolk  op Kampen
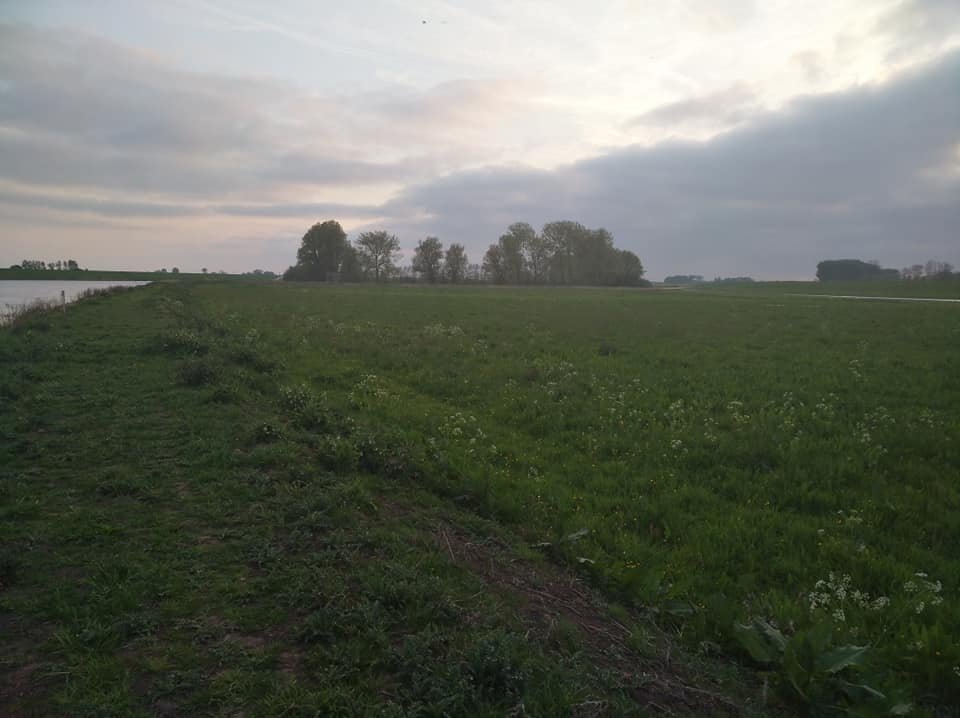
De Onderdijkse waard met doorkijk naar de Koerskolk op Kampen
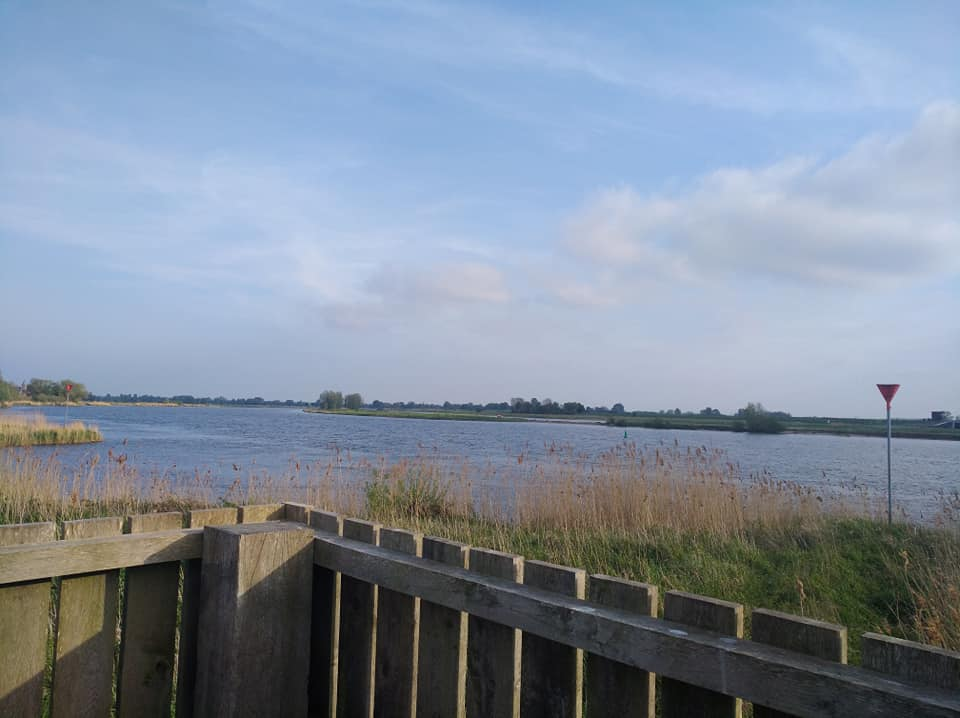
Doorkijkje vanaf de uitkijktoren in Scherenwelle (Wilsum) via de IJssel naar de Onderdijkse Waard
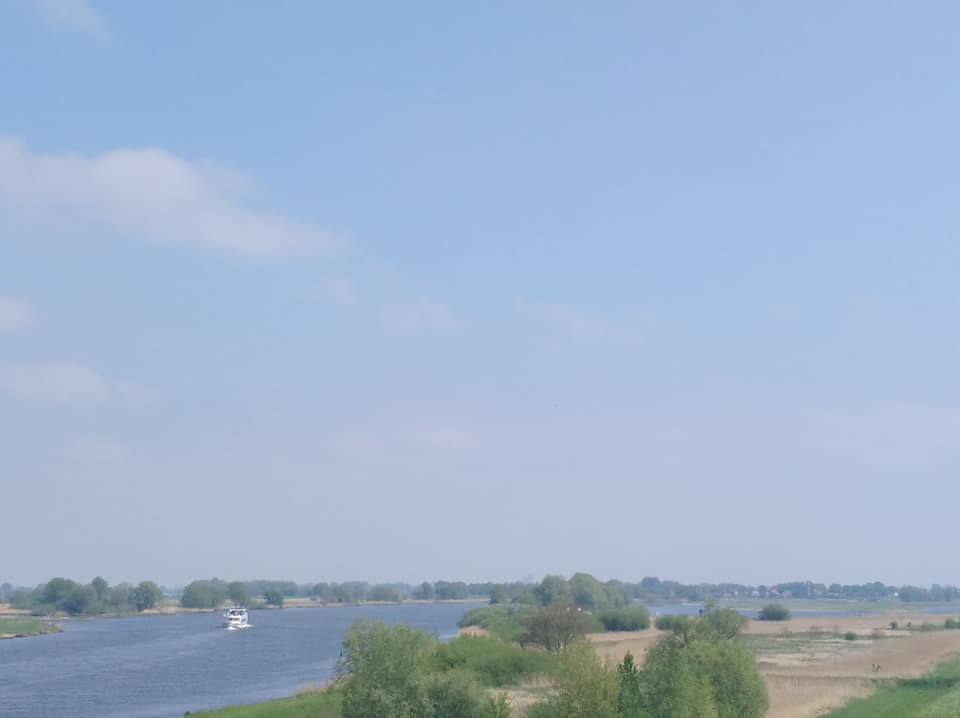
Doorkijk naar links Scherenwelle (Wilsum) en rechts Onderdijkse Waard o.a. Op Kampen, Foto genomen vanaf de Molenbrug (Kampen) I
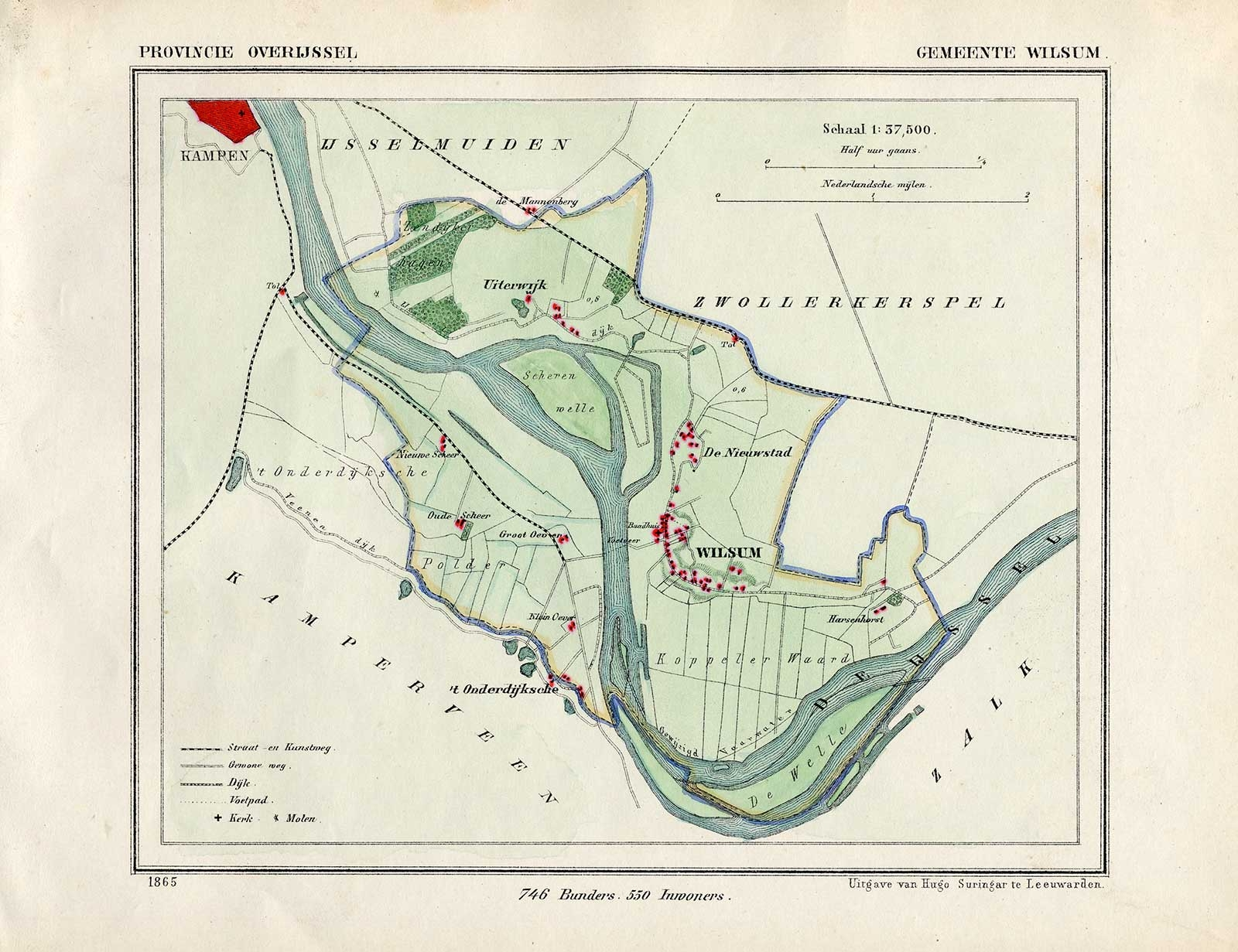
Kaart van de Gemeente Wilsum zoals die bestaan heeft tussen 1811 en 1937.